# Rhampsinitus tenebrosus
Rhampsinitus tenebrosus is een hooiwagen uit de familie echte hooiwagens (Phalangiidae).